# Henriette Marion

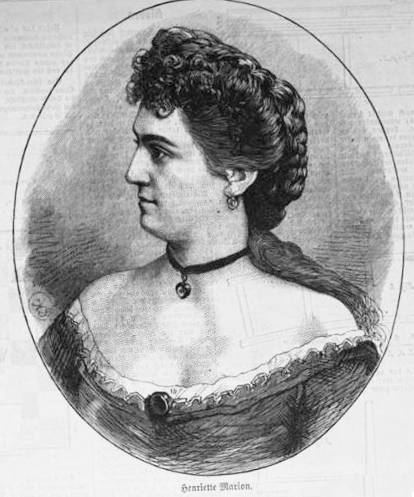
Henriette Marion

Henriette Marion, verheiratete Henriette Müller-Marion (5. Februar 1845 in Wiesbaden – 11. Juli 1921 in München) war eine deutsche Opernsängerin (Sopran), Komponistin und Gesangspädagogin.

## Leben
Nach erfolgter Ausbildung betrat sie die Opernkarriere als jugendliche Sängerin, später in hochdramatischen Partien. Die Künstlerin war von 1864 an den Hoftheatern in Wiesbaden, Braunschweig, München, in Köln, sowie Brüssel, Lüttich, Gent und Antwerpen (französische Oper) erfolgreich tätig. 1890 verließ sie die Bühnenlaufbahn und verabschiedete sich in Gent als „Valentine“ in den Hugenotten.
Vor allem aber ist sie für die „Freia“ in der Münchner Uraufführung von Richard Wagners Rheingold am 22. September 1869 bekannt. Ebenso kreierte sie die „Ortlinde“ in der „Walküre“ am 26. Juni 1870 ebenda.
Nach dem Ende ihrer Bühnenkarriere arbeitete sie als Gesangspädagogin in Bonn und München.